# Mireya Luis
Alejandrina Mireya Luis Hernández, frequentemente citada como Mireya (Camaguey, 25 de agosto de 1967) é uma jogadora de voleibol cubana aposentada, tricampeã olímpica e bicampeã mundial. Jogou entre 1992 e 2000. É considerada por muitos críticos a melhor jogadora de voleibol de todos os tempos. Foi introduzida no Hall da Fama do Voleibol em 2004.

## Carreira
Mireya começou a disputar torneios internacionais pela seleção cubana em meados da década de 1980. Em 1986, ela já integrava o grupo que conquistou a medalha de prata no Campeonato Mundial de Praga, e que incluía em sua maioria atletas de uma geração anterior, tais como Lasara Gonzales, Norka Latambley, Tania Ortiz e Ines Mollinet. Seu primeiro grande triunfo teve lugar três anos mais tarde, quando levou sua equipe à primeira conquista da Copa do Mundo, sendo eleita ainda melhor atacante, MVP e uma das seis melhores jogadoras do torneio.
Após um decepcionante quarto lugar no Campeonato Mundial de 1990, a equipe caribenha conquistou pela segunda vez consecutiva a Copa do Mundo, e Mireya foi mais uma vez eleita melhor atacante e uma das seis melhores jogadoras do torneio. Sua grande consagração ocorreria, todavia, nos Jogos Olímpicos de Barcelona, quando a atacante foi um fator decisivo para que seu time chegasse à medalha de ouro, a primeira conquistada em toda a história do voleibol cubano.
A partir de então, Mireya firmou-se como líder de uma geração que virtualmente dominaria o esporte durante os anos 90, vencendo mais dois Campeonatos Mundiais, três Olimpíadas, duas edições do Grand Prix e uma da Copa do Mundo. Até os Jogos Olímpicos de Atlanta, a jogadora era uma das principais forças ofensivas do time, e recebeu diversas menções honrosas como melhor atacante em torneios internacionais.
A partir de 1997, começou a ceder gradativamente espaço àquela que viria a ser sua substituta, Yumilka Ruiz. Ainda atuava com freqüência até o Campeonato Mundial de 1998, quando então suas participações dentro da quadra tornaram-se cada vez mais escassas. Em torneios importantes, todavia, permanecia no banco de reservas, entrando em momentos delicados da partida e auxiliando o treinador na orientação das atletas mais jovens. Após os Jogos Olímpicos de Sydney, quando conquistou sua terceira medalha de ouro e era considerada a maior jogadora de vôlei da história, Mireya aposentou-se em definitivo como jogadora da seleção cubana. O anúncio oficial da aposentadoria aconteceu em 2 de março de 2001.
Em 2016 tornou-se comentarista pela Fox, durante os Jogos Olímpicos de Verão de 2016, no Rio de Janeiro, onde também lançou sua biografia "Entre Cielo y Tierra", na Casa do Voléi.

### Características
Mais do que qualquer outra integrante de sua geração, Mireya é usualmente considerada um símbolo da força e da potência que passaram a caracterizar o estilo de jogo da seleção cubana a partir dos anos 90. Apesar de possuir apenas 1,75m de altura - estatura baixa para uma época em que muitas jogadoras de nível internacional chegavam a ultrapassar os 1,90m - ela era capaz de saltar mais de 1,0m do chão, atingindo em torno de 3,35m no momento do ataque. Aliada a grande ser versatilidade e a um vasto repertório de técnicas individuais, esta característica permitia à atleta fazer frente ao forte bloqueio da Rússia e à disciplina tática de equipes tais como o Brasil, dois dos principais rivais que teve de superar ao longo de sua carreira.
Mireya é usualmente classificada como ponteira, embora esta posição não tenha um sentido preciso na seleção feminina de Cuba que, ao contrário de todas as outras equipes que atuam no cenário internacional, ainda utiliza o esquema tático denominado 4-2, com duas levantadoras ao invés de apenas uma. De todo modo, sempre foi uma jogadora especializada no fundamento ataque, como mostram as premiações individuais que conquistou.
Durante seus anos de atividade, Mireya também ficou conhecida pela agressividade com que a equipe caribenha se portava com relação a seus adversários - o que, na opinião de muitos, poderia ser classificado como falta de respeito ou mesmo de espírito desportivo. Durante os anos 90, o time de voleibol feminino de Cuba tornou-se célebre por debochar de seus oponentes dissimulando gestos ofensivos em quadra, gritando gracejos na rede ou menosprezando as habilidades de outras jogadoras. Como líder do grupo, Mireya era frequentemente apontada como responsável pelo comportamento de suas colegas, e não faltaram insinuações de que esta atitude poderia ser mesmo institucionalmente incentivada, com possíveis implicações políticas ligadas ao isolamento do regime comunista de Fidel Castro.
Em entrevistas, a atacante sempre negou tais afirmações, minimizando a questão e atribuíndo a intensidade dos conflitos à "latinidade" das jogadoras. Em mais de uma ocasião, todavia, a competitividade natural que caracteriza as disputas esportivas transformou-se em agressão física e briga generalizada - como, por exemplo, na semifinal das Olimpíadas de Atlanta, quando câmeras registraram para todo o mundo o festival de gritos, socos e pontapés que se seguiu à derrota do Brasil. Como resultado deste incidente, as cubanas foram vaiadas pelo público americano ao subirem no pódio durante a cerimônia de entrega das medalhas, e a Federação Internacional viu-se forçada a alterar as regras para estabelecer punições mais pesadas para comportamento antidesportivo.

## Principais conquistas
- Copa do Mundo, 1989, medalha de ouro (MVP, melhor atacante, Top Six)
- Copa do Mundo, 1991, medalha de ouro (melhor atacante, Top Six)
- Jogos Olímpicos de Barcelona, 1992, medalha de ouro (Top Six)
- Grand Prix, 1993, medalha de ouro (MPV, melhor atacante)
- Grand Prix, 1994, medalha de prata (melhor atacante)
- Campeonato Mundial, 1994, medalha de ouro (melhor atacante)
- Grand Prix, 1995, medalha de bronze
- Copa do Mundo, 1995, medalha de ouro (MPV, melhor atacante)
- Jogos Olímpicos de Atlanta, 1996, medalha de ouro
- Grand Prix, 1997, medalha de prata
- Grand Prix, 1998, medalha de bronze
- Campeonato Mundial, 1998, medalha de ouro
- Grand Prix, 2000, medalha de ouro
- Jogos Olímpicos de Sydney, 2000, medalha de ouro

## Honrarias
- Hall da Fama do Voleibol - 2004[1]